# Мищенко, Александр Григорьевич
Александр Григорьевич Мищенко (род. 30 июля 1997, Ивановка, Иссык-Атинский район, Кыргызстан) — немецкий и киргизский футболист, защитник и полузащитник клуба «Дордой» и сборной Кыргызстана.

## Биография
В детстве переехал с семьёй в Германию, где начал заниматься футболом. Сменил несколько юношеских команд, самой известной из которых была «Боруссия» (Мёнхенгладбах). На взрослом уровне играл за клуб шестого дивизиона (Ландеслига Миттельрайн) «Герта» Вальхайм. С 2016 года стал привлекаться к сборам юношеской и молодёжной сборных Кыргызстана, но из-за отсутствия гражданства играть за сборные в официальных матчах тогда не мог.
В июле 2017 года подписал контракт с бишкекским «Дордоем». В 2017 году стал бронзовым призёром чемпионата Кыргызстана и обладателем Кубка страны, в 2018 году — чемпионом и обладателем Кубка. Принимал участие в матчах Кубка АФК.
В феврале 2019 года получил гражданство Кыргызстана. В национальной сборной дебютировал 11 июня 2019 года в матче против Палестины.